# San Julio, Durango
San Julio är en ort i Mexiko.   Den ligger i kommunen Tlahualilo och delstaten Durango, i den centrala delen av landet, 800 km nordväst om huvudstaden Mexico City. San Julio ligger 1 099 meter över havet och antalet invånare är 1 046.
Terrängen runt San Julio är mycket platt. Runt San Julio är det glesbefolkat, med 9 invånare per kvadratkilometer. Närmaste större samhälle är Tlahualilo de Zaragoza, 18,9 km norr om San Julio. Trakten runt San Julio består till största delen av jordbruksmark.